# Mégaclès (archonte en 632 av. J.-C.)
Pour les articles homonymes, voir Mégaclès.
Mégaclès, archonte d'Athènes au VIIe siècle av. J.-C., est un des premiers Alcméonides retenus par l'histoire.

## Famille
Mégaclès est le père d'Alcmeon, vainqueur des jeux Olympiques en -592, et le grand-père de Mégaclès, homme d'état athénien.

## Biographie
Archonte, Mégaclès fit mettre à mort Cylon et ses partisans, auteurs d'un coup d'État manqué en 632 av. J.-C. et qui s'étaient pourtant réfugiés sur l'Acropole, auprès des autels des dieux. Les Alcméonides furent plus tard bannis de la cité pour ce sacrilège.